# القایم، عربستان سعودی
ال قایم، عربستان سعودی یک منطقهٔ مسکونی در عربستان سعودی است که در استان جازان واقع شده‌است.